# Мачюнас, Джордж
Джордж Мачюнас (англ. George Maciunas), первонач. Юргис Мачюнас (лит. Jurgis Mačiūnas; 8 ноября 1931, Каунас — 9 мая 1978, Бостон) — американский художник и композитор литовского происхождения, один из основателей и теоретиков художественного течения Флуксус. Создатель знаменитого Соло для скрипки (1962)

## Жизнь и творчество

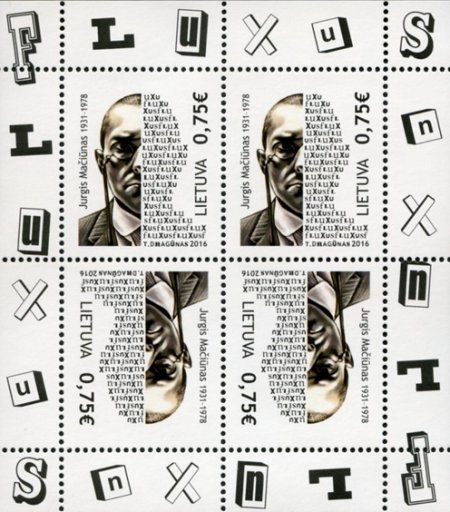
Почтовая марка Литвы, посвящённая Дж. Мациюнасу. 2016 г.

Отец будущего художника, Александрас Мачюнас, был по профессии архитектор и инженер-электрик, мать (русская по происхождению) — балерина. Учился в гимназии «Аушрос». В 1944 году семья Мачюнасов бежала вместе с немцами перед наступающей Красной армией. До 1948 они жили в американской зоне оккупации Германии, затем эмигрируют в США и живут на Лонг-Айленде.
С 1949 по 1952 год Дж. Мачюнас изучает искусство, графику и архитектуру в Школе искусств Купер-Юнион в Нью-Йорке, в 1952—1954 — архитектуру и теорию музыки в институте Карнеги в Питтсбурге. В 1955 году он переезжает в Нью-Йорк, в 1955-60 годах учится в Нью-Йоркском университете, а затем работает дизайнером в Нью-Йорке. Параллельно, в 1955-60, занимается музыкальной композицией в Новой школе социальных исследований, где знакомится с Ла Монте Янгом, Джорджем Брехтом, Элом Хансеном, Диком Хиггинсом, Алланом Капроу и Йоко Оно.
В 1961 году у Дж. Мачюнаса и группы его друзей-художников и музыкантов формируется идея создания нового культового течения — Флуксус. Однако попытка выпускать программный журнал «Флуксус», давший название самому движению, удалась Мачюнасу лишь в 1964 году (журнал выходил до 1975 года).
В 1961 году Мачюнас, совместно с А. Капроу, Дж. Брехтом и Э. Хансеном, принимает участие в первом хеппенинге. В том же году начинает работать художником в частях ВВС США, дислоцированных в ФРГ, переезжает в Висбаден. Здесь он организует флуксус-группу, знакомится с известными художниками-авангардистами Германии и Франции. В Висбадене Мачюнас проводит «Международный фестиваль новейшей музыки». который может рассматриваться как первая презентация Флуксуса. Кроме него, в фестивале приняли участие Нам Джун Пайк, Дик Хиггинс, Вольф Фостель, Эмметт Уильямс, композиторы Карлхайнц Штокхаузен и Джон Кейдж. В сентябре 1962 года следует серия концертов «Флуксус-фестиваль новейшей музыки», были даны 14 представлений в Висбадене. За ними последовали 6 концертов в Копенгагене и 7 в Париже. В 1963 году Дж. Мациюнас публикует свой «Флуксус-Манифест». В этом же году художники Бен Вотье, Даниэль Шпёрри, Роберт Филлю, Йозеф Бойс и Виллем де Риддер создают «Флуксус-группу».
В 1963 году Мачюнас по болезни уходит из армии и возвращается в США. С 1965 года работает над теорией Флуксуса, пишет статьи на эту тематику. В 1966 году организует «Флуксхаус Кооператив Билдинг Проект» — кооперативную организацию, финансирующую создание в нью-йоркском районе СоХо на чердачных помещениях художественных ателье для нуждающихся артистов, художников, работников кино.
Умер от рака в 1978 в Бостоне, похоронен в Нью-Йорке.